# Balaenidae

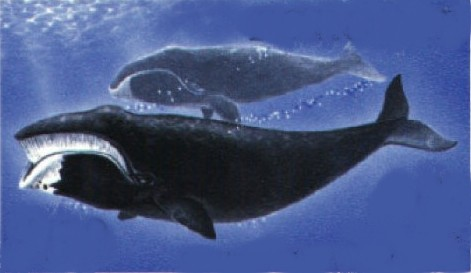
Las ballenas carecen de pliegues gulares y aleta dorsal. Dibujo de la ballena de Groenlandia.

Los balénidos (Balaenidae) son una familia de cetáceos misticetos que incluye cuatro especies, distribuidas en dos géneros, Balaena y Eubalaena. Sin embargo el término ballena es usado en sentido amplio para referirse a todos los grandes cetáceos incluidos en el parvorden Mysticeti (cetáceos con barbas) como el rorcual azul (Balaenoptera musculus) y a varias especies del parvorden Odontoceti (cetáceos dentados), por ejemplo el cachalote (Physeter macrocephalus).

## Etimología
El término ballena, del latín ballaena, emparentado con el griego φάλλαινα (phallaina), es de etimología incierta. Sería de significado desconocido si proviniera de alguna lengua previa mediterránea o en caso de ser de origen indoeuropeo, quizás ilirio, podría referirse a la forma cilíndrica o hinchada característica de esta familia. Estos animales también eran conocidos como Cetus, el gran pez, el Leviatán o el monstruo marino.
Las barbas, que corresponden a láminas queratinosas que les permiten filtrar el alimento del agua también reciben el nombre de ballenas, son conocidas en inglés como baleens.

## Características

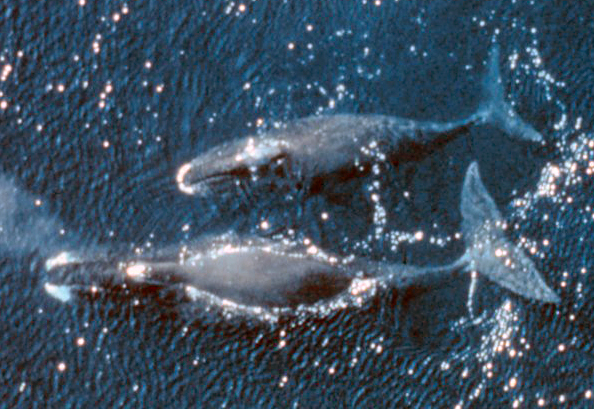
Balaena mysticetus.

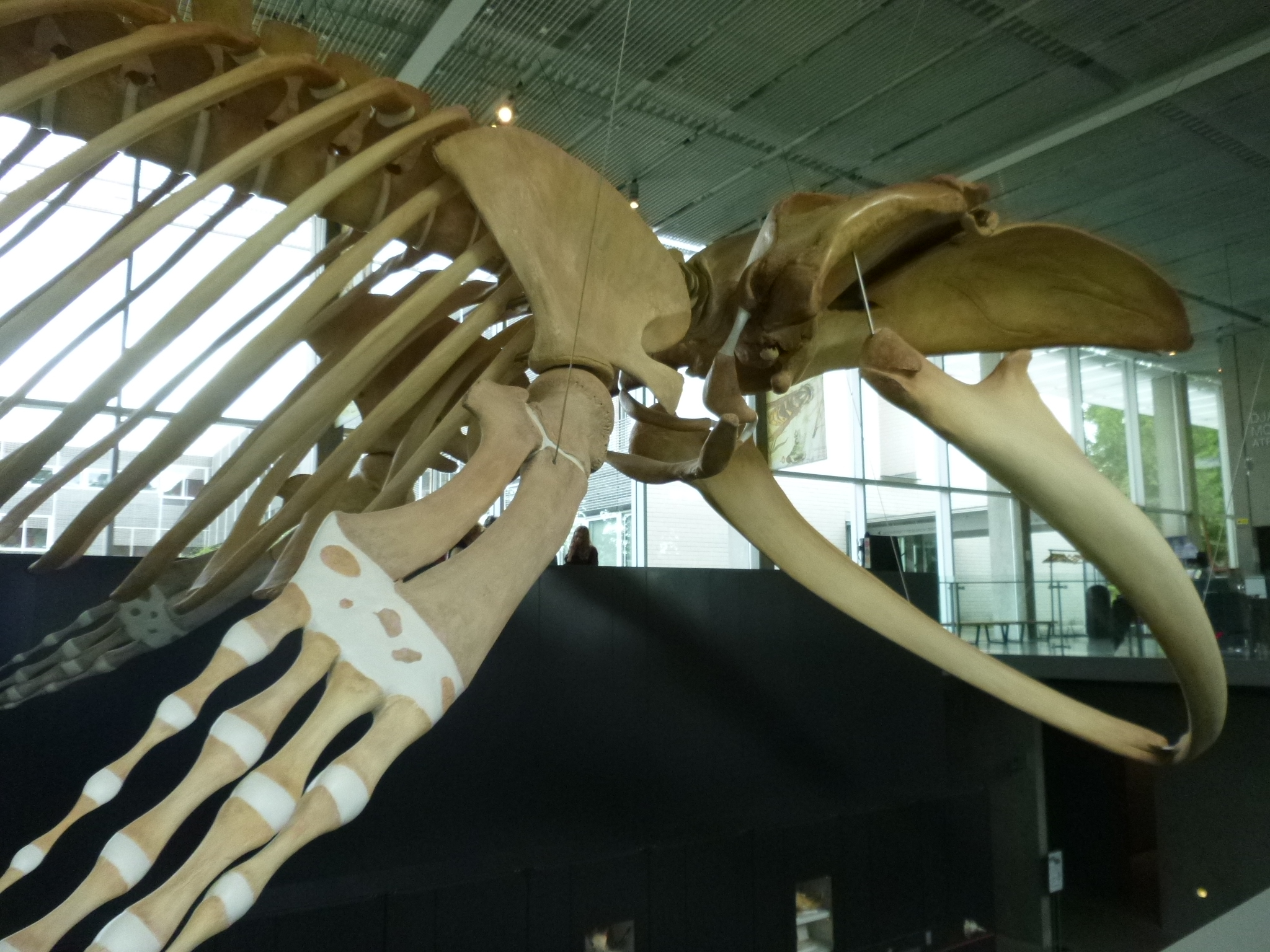
Esqueleto de ballena en la Universidad de la Columbia Británica (Beaty Biodiversity Museum), en Vancouver, Columbia Británica, Canadá.

Estos mamíferos tienen un largo cráneo de hasta un tercio de la longitud total de su cuerpo, que en edad adulta mide de 15 a 17 m y pesa de 50 a 80 tn. Poseen un estrecho y arqueado maxilar, lo que da a estos animales un perfil convexo. Esta forma permite la presencia de largas barbas, las cuales miden de 5 a 25 m de longitud. A diferencia de los peces, las ballenas tienen la cola dispuesta en un plano horizontal, lo que les facilita la ascensión a la superficie, donde tienen que subir a respirar, aunque pueden aguantar hasta una hora bajo el agua, además, duermen la mitad de su cerebro para no hundirse. Tienen dos espiráculos, orificios nasales, situados en la cima de la cabeza, por los que expulsan vapor de agua acompañado a menudo de mucosidades. La gestación dura unos doce meses y casi siempre tienen un único ballenato, que en el momento de nacer mide cinco metros y medio y pesa alrededor de 3000 kg, el cual alimentan con una leche especialmente nutritiva. Su esperanza de vida es de unos treinta años. Hacen grandes migraciones desde los mares fríos, donde se alimentan, a los cálidos, donde se aparean y reproducen. Son cosmopolitas y también se encuentran en el mar Mediterráneo.
Su dieta consiste de pequeños crustáceos, principalmente copépodos, aunque algunas especies también comen importante cantidad de kril.
Presentan una construcción robusta en comparación con los rorcuales y carecen de pliegues gulares y aleta dorsal.

## Taxonomía
La familia Balaenidae incluye dos géneros y cuatro especies actuales:
| Género    | Especie (binomial)  | Nombre común                | Imagen |
| Balaena   | Balaena mysticetus  | Ballena de Groenlandia      |        |
| Eubalaena | Eubalaena australis | Ballena franca austral      |        |
| Eubalaena | Eubalaena glacialis | Ballena franca glacial      |        |
| Eubalaena | Eubalaena japonica  | Ballena franca del Pacífico |        |

## Preservación y conservación
Para la conservación y la preservación de ballenas se creó en el año 1948 un organismo denominado la Comisión Ballenera Internacional (CBI) como organismo para la regulación del funcionamiento de la Convención Internacional para la Regulación de la Caza Ballenera (firmada el 2 de diciembre de 1946 en Washington D. C.). El objetivo de esta convención era garantizar “la conservación de las poblaciones balleneras, y hacer posible el desarrollo apropiado de esta industria”. Formada por catorce países en principio, tiene ahora[¿cuándo?] alrededor de ochenta y cuatro miembros y ha optado más por el enfoque de la conservación de la especie. Desafortunadamente diferentes puntos de vista entre los países han causado impedimentos en el establecimiento de diferentes iniciativas como el santuario ballenero del Océano Índico y del Pacífico sur.
Los objetivos que se plantearon principalmente para esta organización fueron establecer las políticas de conservación y preservación de los pequeños y grandes cetáceos, regulación de la pesca voluntaria y reducir la pesca accidental de los mismos, así como el cuidado de los ecosistemas marinos en los que estos organismos se desenvuelven. Sumado a esto hay un problema de fondo en la organización, tres países miembros poseen industria ballenera (Noruega, Japón e Islandia) que continúan con las matanzas a gran escala de ballenas, que se basan en programas de caza científica. Japón se ha caracterizado por financiar económicamente a otros países miembros y con la posibilidad de serlo a cambio de su voto en la organización, por lo cual se hace imposible obtener la mayoría de los tres cuartos necesaria para introducir cambios significativos en las políticas actuales, generando una situación de parálisis.

## Distribución
Las ballenas francas prefieren vivir en mares fríos, pero en sus migraciones también alcanzan zonas cálidas del mar en los subtrópicos. Casi todas las aguas alrededor del Ártico están habitadas por ballenas francas, al igual que grandes partes del Atlántico Norte y del Pacífico Norte. Aquí viven la ballena franca glacial, la ballena franca del Pacífico norte y la ballena de Groenlandia. Las tres especies de ballenas mencionadas también viven en el Mar de Ochotsk y en muchas costas de Asia oriental, por ejemplo alrededor de todo Japón. Sin embargo, están casi completamente ausentes de la costa norte de Rusia. El hemisferio sur está habitado por la ballena franca austral, que habita todos los mares del sur excepto las costas de la Antártida. La costa meridional de Australia, partes de la costa de Sudamérica y la costa meridional de África pertenecen a la zona habitada por ella. A pesar de su amplia distribución, la densidad de población en esta zona es baja.

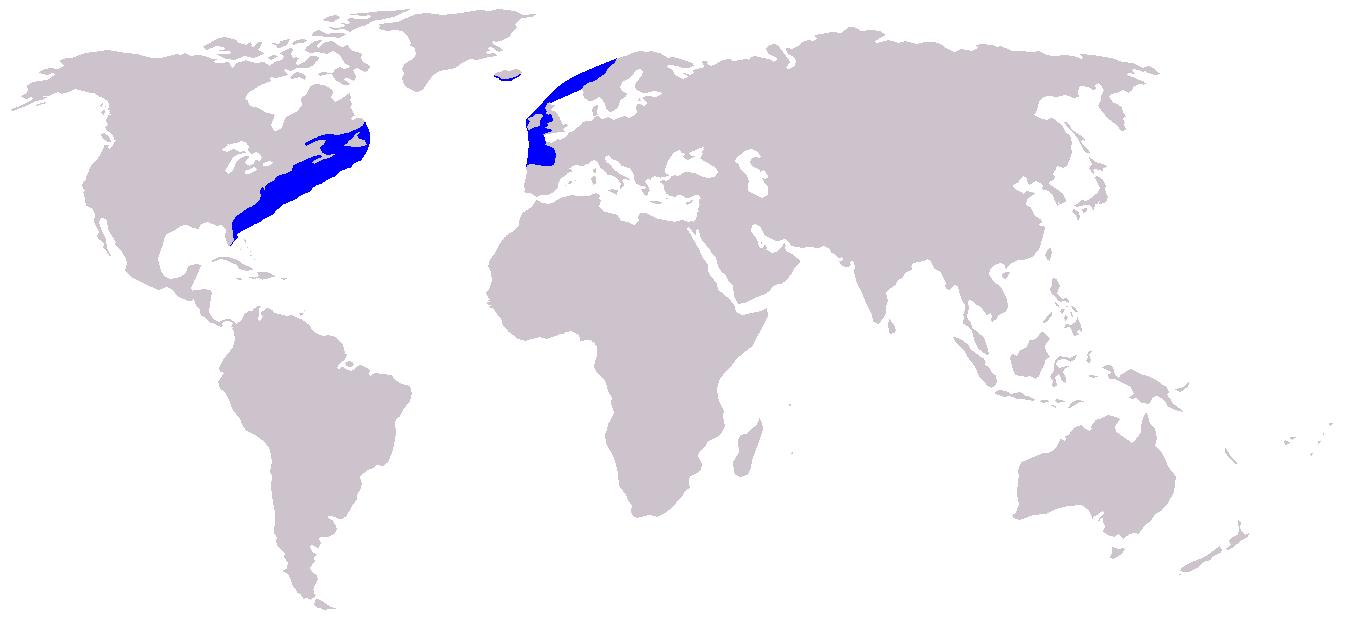
Distribución de la Ballena franca boreal del Atlántico
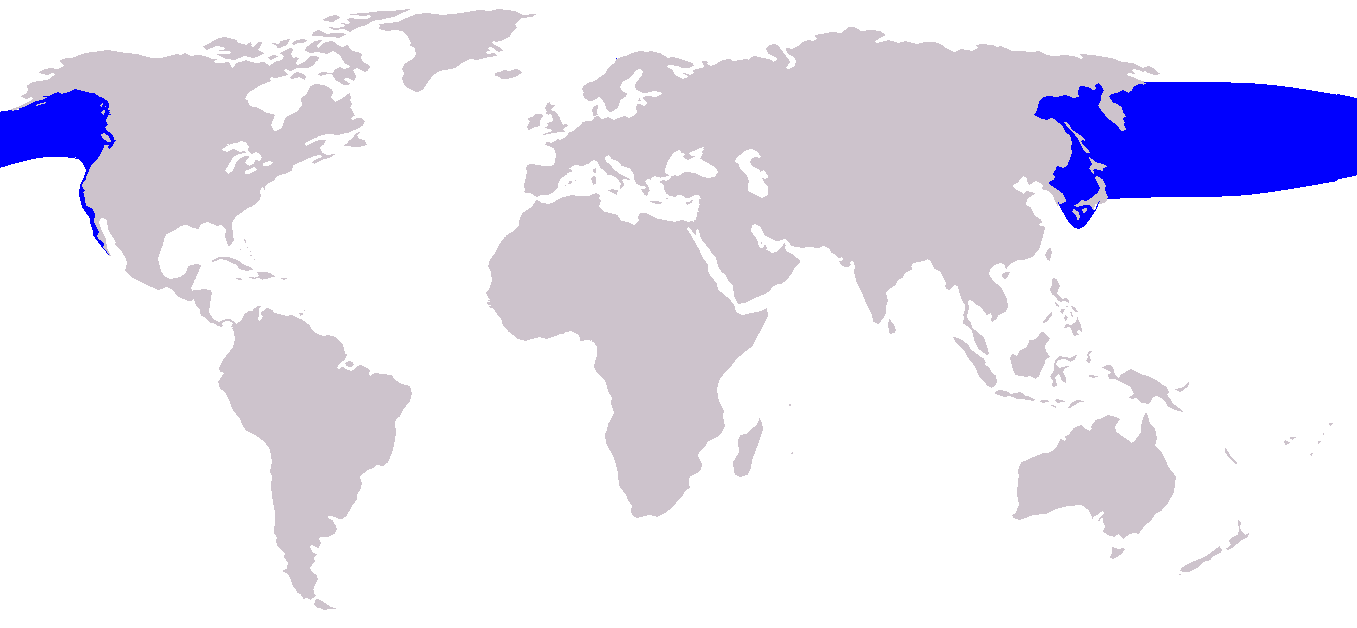
Distribución de la Ballena franca del Pacífico Norte
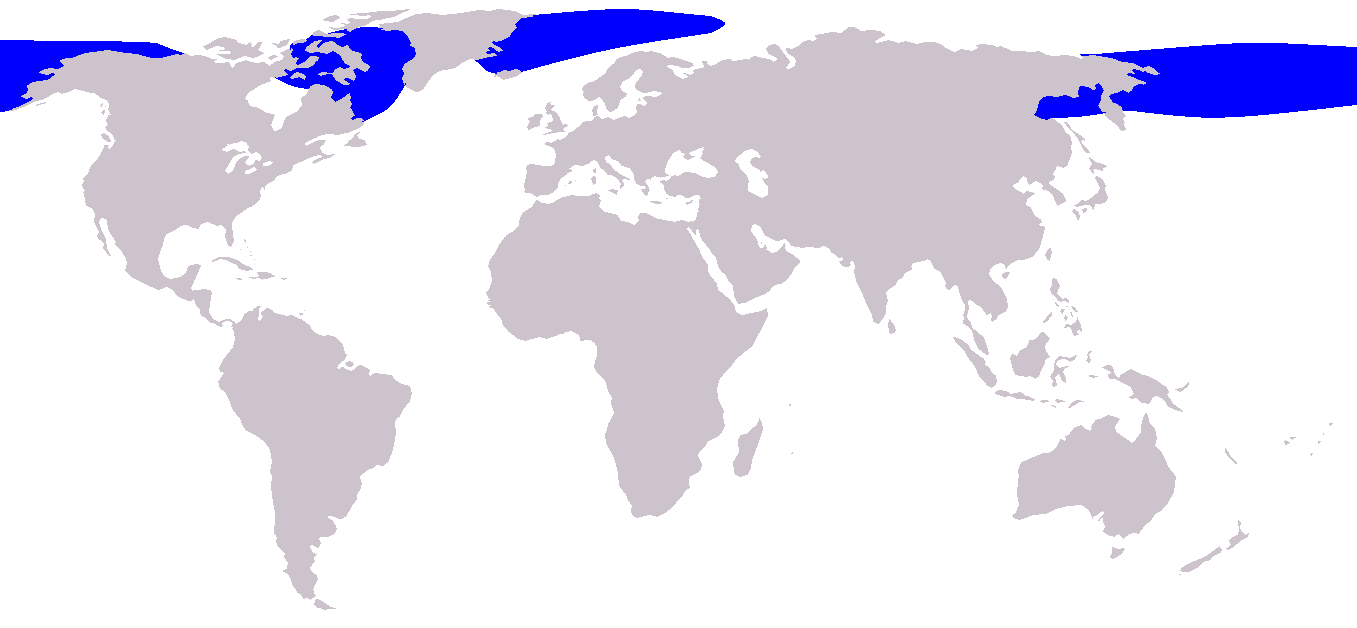
Distribución de la ballena de Groenlandia
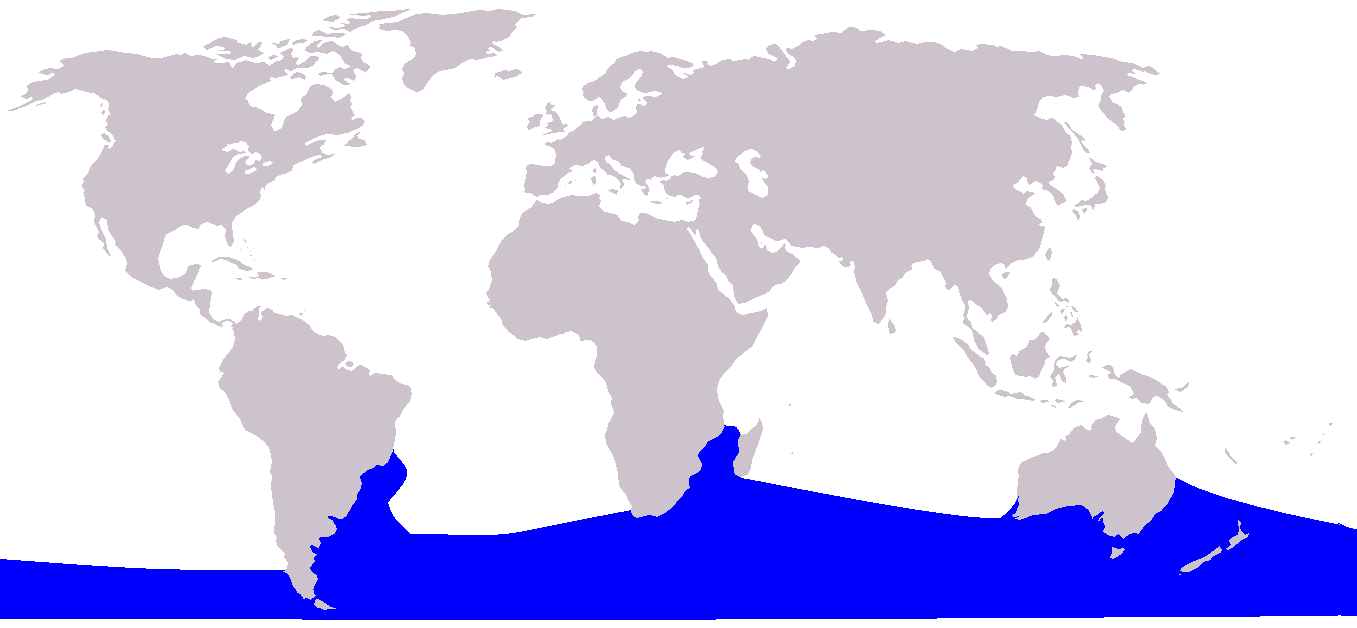
Distribución de las ballenas francas australes

## Explotación comercial
La caza de la ballena comenzó en el siglo XI en el golfo de Vizcaya por pescadores vascos y hasta el siglo XIX se limitó a la "ballena franca" (right whale en inglés) llamada así por la facilidad con que se capturaba, ya que sus movimientos son lentos y al tener mucha grasa flotaba una vez muerta y podían ser arrastradas fácilmente. La mejora tecnológica en las embarcaciones y el invento, en 1877 del arpón explosivo, dio lugar a una caza excesiva que llevó a muchas especies de cetáceos al borde de la extinción. En 1949 fue creada la Comisión Ballenera Internacional que intentó limitar las capturas y desde 1985 estableció la suspensión de la caza comercial. Sin embargo Japón y Noruega se oponen y continúan con esta actividad con las especies que consideran que no están en peligro de extinción. De los productos que se aprovechan de la ballena, especialmente el aceite, hay ahora sustitutos sintéticos. 
Con la nueva sensibilidad ambiental se ha desarrollado el turismo de avistamiento de cetáceos especialmente en lugares de concentración de estos animales como la Patagonia argentina.

## Humanos y ballenas francas

### Caza de ballenas

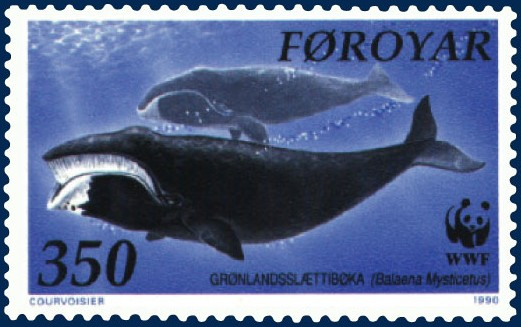
Sello con motivo de ballena de Groenlandia de 1990, publicado en las Islas Feroe

Las poblaciones actuales de ballena franca se ven drásticamente reducidas por la caza. Hace más de mil años, los vascos fueron los primeros en reconocer a las ballenas francas como buenas presas de caza y las cazaron. Con sus armas, desarrollaron la base de los balleneros del siglo XX. La caza de ballenas industrial redujo a estos animales casi a la extinción. Nunca una familia de ballenas ha sido tan diezmada. En el hemisferio sur, más intensamente cazado, la caza tenía lugar sobre todo en las zonas de cría de la ballena franca austral y en algunas bahías. Primero se mataba a la cría para que fuera más fácil matar a la madre. La presa era arrastrada a tierra o a aguas poco profundas y allí era utilizada. Las barbas de ballena siempre se retiraban, ya que tenían un alto valor comercial. Si a los cazadores les interesaba también el aceite, desprendían la grasa, la trozaban y elaboraban el aceite con grandes sartenes de hierro fundido.
Las ballenas francas del norte y del sur se protegieron internacionalmente hacia 1935. No obstante, los balleneros de la Unión Soviética siguieron matando miles de ejemplares en el Atlántico Sur, el océano Índico y el Pacífico hasta 1960.

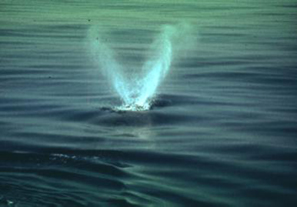
Los balleneros reconocían la presencia de una ballena franca por su típico soplo en forma de V y le daban mayor prioridad de captura que a otras ballenas de la zona

El nombre inglés de las ballenas francas, que sigue siendo «right whale» en la actualidad, se remonta al hecho de que las ballenas francas eran la presa adecuada para la caza, ya que eran lentas y grandes, flotaban en la superficie después de muertas debido a su contenido en grasa (es decir, no se hundían) y proporcionaban muchas barbas y aceite.
Gran parte de los conocimientos sobre las ballenas de Groenlandia y su caza proceden de un informe de William Scoresby, que lo publicó con el nombre de Informe sobre las regiones árticas. Las ballenas de Groenlandia se cazaban con frecuencia, sobre todo cuando aún se cazaban con arpones de mano. «[...] menos vivaz, más lento en sus movimientos y menos agresivo que cualquier otra especie de tamaño similar, en resumen, es fácil de capturar». ,
Scoresby explica la popularidad de la caza de la ballena de Groenlandia hacia 1820. También hay constancia de diversos aspectos económicos de las barbas. Harmer informa de que una tonelada de la llamada barba de ballena alcanzaba a veces precios máximos de 2250 libras esterlinas. La tonelada y media de barbas que producía una ballena de Groenlandia valía a veces 3375 libras. Debido a todas estas ventajas, pronto se inició una animada caza que provocó un fuerte descenso de las poblaciones, aunque un barco pesquero no solía capturar más de siete a diez ballenas por temporada. Como las poblaciones costeras eran cada vez más pequeñas, los balleneros tuvieron que salir a alta mar para encontrar presas suficientes. A partir de 1850, las poblaciones eran tan reducidas que la caza ya no merecía la pena. Se extinguieron por completo en el océano Ártico europeo.

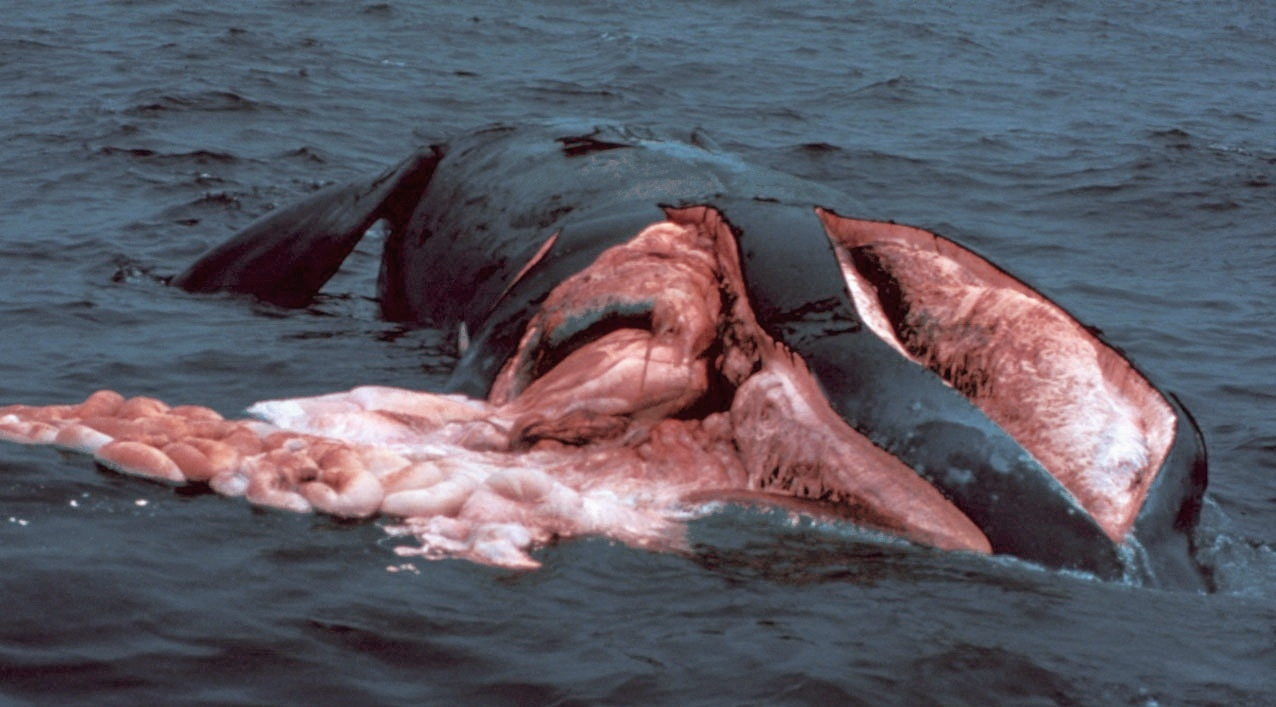
Esta Ballena franca atlántica fue asesinada por la hélice de un barco

### Amenazas y protección en la actualidad
Tras la prohibición, se estableció inmediatamente una protección intensiva; desde entonces se han creado parques marinos para la ballena franca austral frente a Sudáfrica, Argentina, Nueva Zelanda y Australia. Se han creado parques marinos para la ballena franca austral y existen normativas especiales que regulan la protección y manipulación de las ballenas francas. La población de ballenas francas australes parece estar recuperándose, con una población de unos diez mil animales y una tasa de crecimiento del 6 al 7 % (en 2008). Sin embargo, estimaciones recientes predicen la extinción de las ballenas francas en doscientos años, especialmente centrándose en las menguantes poblaciones del hemisferio norte, ya que es muy probable que factores de amenaza como el transporte marítimo aumenten al máximo en el futuro. Sin embargo, en realidad se sabe poco sobre las poblaciones del Pacífico Norte en particular.

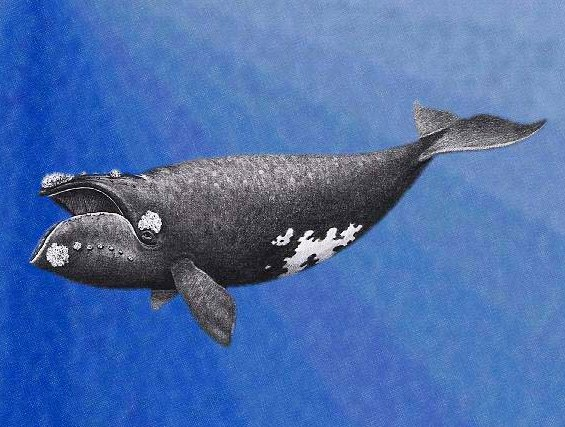
Se sabe poco sobre la población de la Ballena franca del Pacífico Norte; probablemente sea pequeña

 Como todas las ballenas francas prefieren permanecer cerca de la costa, se ven especialmente afectadas por la expansión del tráfico marítimo. Otras amenazas son las grandes redes de pesca. Aproximadamente el 38% de todas las muertes se deben a colisiones con barcos. Desde diciembre de 2008, los barcos más grandes de la costa este de EE. UU. tienen que reducir su velocidad a diez nudos (19 kilómetros por hora) para proteger a las ballenas francas, en peligro de extinción, de las colisiones y lesiones causadas por las hélices.  El 8% de todas las ballenas francas que mueren se ahogan en las redes de pesca. Los estudios han demostrado que el 60% de todos los ejemplares de ambas especies de ballena franca septentrional tienen cicatrices causadas por los efectos indirectos de la industria pesquera, especialmente las trampas diseñadas para capturar crustáceos. La industria pesquera estadounidense intenta ahora utilizar métodos de pesca alternativos para reducir el número de víctimas.

### Poblaciones
La población de ballenas de Groenlandia se estima actualmente en diez mil ejemplares y parece estable, entre otras cosas debido a su lejanía en los mares septentrionales, y ha crecido casi un 30% en comparación con la población de ocho mil doscientos animales de 1993. Por ello, la especie está clasificada por la UICN como de «preocupación menor». La ballena franca atlántica habita en hábitats menos remotos con un índice de caza y peligro más elevado, por lo que su población ha pasado de unos pocos animales tras el fin de la caza de la ballena franca a unos doscientos a doscientos cincuenta ejemplares en la actualidad. Sin embargo, como la tendencia de la población vuelve a ser descendente (a partir de 2020), la especie se encuentra en peligro crítico según la UICN.   No se conocen detalles sobre la presumiblemente pequeña población de la ballena franca del norte del Pacífico, que está clasificada como «en peligro». La ballena franca austral tiene una población estable de unos siete mil individuos y está catalogada por la UICN como «menos preocupante».

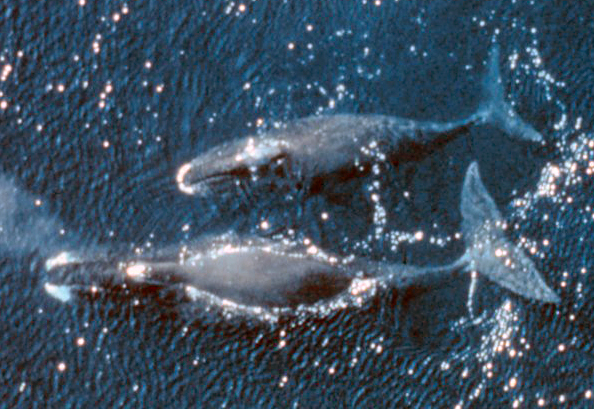
Dos ballenas de Groenlandia.

### Ballenas francas y esquimales
Los esquimales del Ártico llevan mucho tiempo cazando la ballena de Groenlandia. En el pasado se utilizaban arpones con puntas de marfil o piedra. Los diez mil a veinte mil individuos que existían antes de la caza comercial no estaban en peligro a pesar de la caza de los esquimales y la población era estable. Sin embargo, varios barcos de caza estadounidenses y europeos diezmaron la población en el mar de Bering a unos pocos miles de ejemplares en el siglo XIX, con unos pocos cientos de animales que aún vivían fuera del mar de Bering. La caza se interrumpió en gran medida en 1915, pero los esquimales siguieron cazando. A pesar del cese de la caza por parte de europeos y estadounidenses, las poblaciones orientales en particular no se recuperaron del todo. Probablemente esto se deba también a diversos factores, como la endogamia debida al pequeño tamaño de las poblaciones, pero probablemente la causa más importante fue el cambio en los métodos de caza de los esquimales.  Llevaban utilizando arpones con granadas explosivas desde 1880, por lo que en 1977 el Comité Científico de la International Whaling Commission
(CBI) recomendó poner fin a la caza. Tras masivas protestas de los esquimales, que subrayaron su dependencia cultural y económica de la caza de ballenas, se les concedió un permiso de caza limitado, que debía asignar y hacer cumplir la Comisión Ballenera Esquimal de Alaska. Actualmente, las poblaciones occidentales crecen un 3% anual a pesar de las capturas de los esquimales. Según un cálculo basado en la población de 1993 (ocho mil doscientos animales), esto significa que se pueden matar fácilmente cincuenta y seis ballenas al año.